# John Campbell (zendeling)

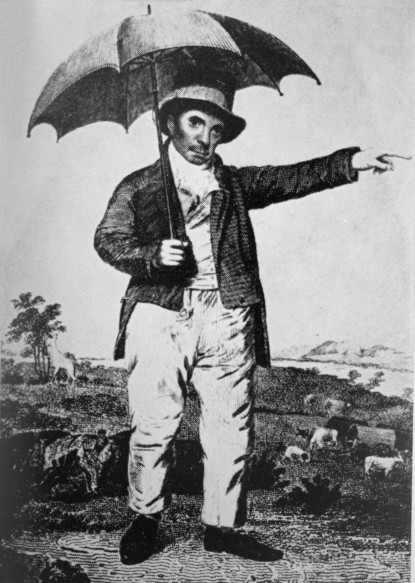
John Campbell

Dominee John Campbell (Edinburgh: maart 1766 - Londen: 4 april 1840) was een zendeling, reiziger en directeur van het Londens Zendingsgenootschap. Hij was oorspronkelijk afkomstig uit Schotland.  In 1812 inspecteerde hij in het huidige Zuid-Afrika de plaatselijke zendingsposten aan de Kaap en heeft twee jaar lang in het zuidelijk Afrika rondgereisd. Tijdens zijn rondreizen heeft hij reisverhalen geschreven, waaronder ook een beschrijving van Beetsjoeanaland (het latere Botswana), die in 1822 zijn gepubliceerd. Het dorp Campbell in de Zuid-Afrikaanse provincie Noord-Kaap is naar hem vernoemd.

## Bron
(en)  Rosenthal, Eric, Encyclopaedia of Southern Africa, Juta and Company Limited, Kaapstad en Johannesburg, 1978, p.94.